# Terroromans
Terroromans – debiutancki album poznańskiej grupy Muchy.

## Lista utworów
Słowa: Michał Wiraszko (oprócz 3 – Michał Wiraszko, Piotr Maciejewski, Szymon Waliszewski).
Muzyka: Michał Wiraszko, Piotr Maciejewski, Szymon Waliszewski.
1. Wyścigi
2. Fototapeta
3. Najważniejszy dzień
4. Galanteria
5. Miasto doznań
6. Zapach wrzątku
7. Brudny śnieg
8. Pięć po wpół
9. 21 dni
10. Górny taras
11. Terroromans
12. 111